# 롤리 아이스캡스
| 롤리 아이스캡스 |                                                                   |
| 콘퍼런스        | 남부 콘퍼런스 (1997년~1998년)                                     |
| 디비전          | 이스트 디비전 (1991년~1997년) 사우스이스트 디비전 (1997년~1998년) |
| 설립연도        | 1991년                                                            |
| 해체연도        | 1998년                                                            |
| 역사            | 롤리 아이스캡스 (1991년~1998년) 오거스타 링크스 (1998년~2008년)   |
| 경기장          | 도턴 아레나                                                       |
| 연고지          | 노스캐롤라이나주 롤리                                             |
| 상징색          | 검정, 하양, 하늘색                                                |
| 구단주          |                                                                   |
| 단장            |                                                                   |
| 감독            |                                                                   |
| NHL 제휴        |                                                                   |
| AHL 제휴        |                                                                   |
| 정규시즌 우승   |                                                                   |
| 콘퍼런스 우승   |                                                                   |
| 디비전 우승     |                                                                   |
| 켈리 컵         |                                                                   |
| 영구 결번       |                                                                   |

롤리 아이스캡스(Raleigh IceCaps)는 미국 노스캐롤라이나주 롤리를 연고지로 하는 1991년부터 1998년까지 ECHL 소속되었던 아이스 하키팀이다.
1998년 연고지를 조지아주 오거스타 (오거스타 링크스)로 이전했다.

## 역대 홈경기장
| 경기장          | 사용기간      | 수용인원 | 장소                  | 비고 |
| --------------- | ------------- | -------- | --------------------- | ---- |
| 롤리 아이스캡스 |               |          |                       |      |
| 도턴 아레나     | 1991년~1998년 | 5,110명  | 노스캐롤라이나주 롤리 | 빈칸 |